# АМ-42
Микулин АМ-42 — советский поршневой авиационный двигатель.
Модифицированный мотор АМ-38Ф. АМ-42 использовался на самолётах Ил-8 и Ил-10.

## История разработки
29 сентября 1942 года приказом по НКАП № 732, главный конструктор ОКБ завода № 24 А. А. Микулин и директор завода М. С. Жезлов обязывались: к 1 января 1943 года построить и провести совместные 50-часовые испытания нового мотора АМ-42 с жидкостным охлаждением со следующими данными: взлетная мощность 2000 л. с. при 2350—2400 об/мин, номинальная мощность мотора должна была составить 1650 л. с. Этим же приказом они обязывались передать к 15 января 1943 года главному конструктору С. В. Ильюшину два мотора АМ-42 обеспечив к 1 марта окончание государственных испытаний опытного самолёта-штурмовика с мотором АМ-42, а с апреля того же года приступить к серийному выпуску нового мотора.
Получив указание на разработку нового мотора, ОКБ и опытное производство завода № 24 в срочном порядке приступили к изготовлению деталей для 5 моторов.
Уже через 30 суток первый АМ-42 выпустили на заводские испытания. По их итогам мотор показал на взлетном режиме мощность 1978 л. с. при 2510 об/мин и давлении на всасывание 1325 мм рт. ст. При этом расход топлива не превысил 306 г/л. с. ч.
Разработка в столь сжатые сроки отразилась на качестве — требовалась тщательная доводка всех агрегатов и узлов. Завод ежемесячно собирал по три — пять экземпляров, на них опробовали различные усовершенствования.
Только в мае 1943 года АМ-42 удовлетворительно прошёл 50-часовые испытания, на которых была получена взлетная мощность 1940 л. с. при 2518 об/мин и давлении наддува 1738 мм рт. ст. Однако расход топлива, в сравнении с первым вариантом мотора, возрос до 336 г/л. с. Номинальная мощность 1766 л. с. обеспечивалась при 2350 об/мин, давлении на всасывании 1340 мм рт. ст. и удельном расходе топлива 304 г/л. с. в час.
В отчете об испытаниях указывалось, что:

«…конструкция поддона с клапанами позволила значительно улучшить отсос масла из картера и сократить теплоотдачу в масле; введение коленчатого вала с противовесами обеспечило возможность форсировки мотора по оборотам без развития коренных опор».

За время испытаний были обнаружены следующие основные дефекты мотора:
- сильное замасливание мотора из-за течи масла в соединениях,
- поломка крышки подшипника распределительного вала через 48 часов режимной работы,
- обрыв шпилек крепления крышки компрессора,
- поломка пружин упругой шестерни редуктора,
- поломка большой шестерни редуктора,
- растрескивание и выкрашивание свинцовой бронзы во вкладышах главных шатунов и коренных опор,
- поломка пружинящих колес и раскисание резины нижнего уплотнения цилиндров,
- поломка стопоров поршневых колец,
- отказ свечей на взлетном режиме,
- сильное качание стрелки бензинометра на взлетном режиме,
- обрыв ушка стакана тахометра,
- неравномерное распределение смеси по цилиндрам, особенно на 0,75 номинального режима.

В выводах комиссии отмечалось, что мотор АМ-42 испытания прошёл удовлетворительно и является «современным мотором, ценным для штурмовой авиации». Одновременно Главному конструктору А. А. Микулину и директору завода № 24 М. С. Жезлову вменялось в обязанность

«… в кратчайшие сроки устранить выявленные конструктивные недостатки и дефекты мотора, проверить работу мотора на самолетах Ил-2М, отработать ВМГ самолета и предъявить самолет в НИИ ВВС на специальные летные испытания мотора в течение 50 часов».

Двигатель начал проходить заводские испытание на опытном самолёте Ил-8, в ходе которых, до обеспечения устойчивой работы пришлось заменить пять моторов.
В мае 1943 года Микулина освободили от обязанностей главного конструктора завода № 24 (он занимал тогда эту должность сразу на трех предприятиях), поэтому дальнейшая доводка АМ-42 велась под руководством М. Р. Флисского.
Начиная с июня 1943 года на АМ-42 дважды, проводилось торсиографирование. Первое торсиографирование показало, что от пружин в шестернях редуктора необходимо отказаться в пользу жесткой шестерни редуктора. Повторное торсиографирование мотора, но уже с жестким редуктором, подтвердило правильность сделанной доработки мотора.
По окончании работ по торсиографированию АМ-42 совместным приказом Наркома авиапромышленности А. И. Шахурина и Главного инженера ВВС КА А. К. Репина № 551/0200 от 16 сентября 1943 года была назначена Государственная комиссия для проведения испытаний мотора АМ-42.
Ввиду того, что в АМ-42 были внесены существенные конструктивные изменения по сравнению с мотором, первоначально предъявленным на государственные испытания, Госкомиссия посчитала необходимым вначале провести по специально разработанной программе предварительные длительные испытания тех конструктивных узлов мотора, которые переделывались заново (например, всасывающая система, поршневая группа и т. д.), и длительные внутризаводские испытания самого мотора на надежность с новыми деталями и только после этого допустить мотор к государственным испытаниям уже по нормальной программе.
Сточасовые внутризаводские испытания АМ-42 успешно закончились 23 декабря 1943 года. Но государственные испытания двигатель прошёл лишь в апреле-мае 1944 года, по результатам которых и был рекомендован к запуску в серийное производство.
В отчете о государственных испытаниях указывалось, что мотор АМ-42 имеет степень сжатия 5,5, редуктор с параллельными осями при передаточном числе 0,6. Нагнетатель приводной, центробежный, невыключающийся с передаточным числом 11,5.
На взлетном режиме мотор развивал мощность в 2000 л. с, при 2500 об/мин, давлении за нагнетателем 1720 мм рт. ст. и давлении смеси на всасывании 1565 мм рт. ст. При этом средний удельный расход топлива составлял 330—345 г/л. с. час. Время непрерывной работы мотора на взлетном режиме ограничивалось 5 минутами, а общая наработка мотора на этом режиме — не более 5 % от общего срока службы мотора.
На номинальном режиме на расчетной высоте (1600 метров) мотор развивал мощность 1770 л. с., а на земле — 1750 л. с. При этом давление воздуха за нагнетателем равнялось 1450 мм рт. ст., а давление смеси на всасывании — 1335 мм рт. ст. Удельный расход топлива на этом режиме не превышал 305—315 гр/л. с. час.
Испытания показали, что максимально допустимое число оборотов мотора на режиме пикирования составляло 2550 об/мин (не более 30 секунд), а минимальное число оборотов, при котором мотор все ещё работал устойчиво равнялось 500 об/мин. Приемистость мотора была не хуже 2-3 с. Вес пустого мотора 1030 кг при габаритах 2295 х 1185 х 875 мм. Срок до первой переборки был определён в 100 часов.
С целью уменьшения барботажа масла в картере, улучшения откачки масла из картера, устранения выброса масла через суфлер и уменьшения теплоотдачи в АМ-42 был введен поддон с клапанами и козырьками. Поддон вместе с поперечными стенками образовывали шесть изолированных друг от друга кривошипно-шатунных камер. Это устраняло возможность появления продольных воздушных вихрей. Повышение давления в отдельных кривошипно-шатунных камерах при нижнем положении поршней вызывало открытие клапанов поддона и удаление из-под козырька собранного масла в нижнюю полость поддона, общую для всего мотора. Затем масло собиралось в переднем и заднем отстойниках, из которых оно откачивалось отдельными секциями масляного насоса. Для улучшения очистки масла в нагнетающей масляной магистрали устанавливались два фильтра НФМ-25.
Редуктор мотора выполнялся жестким без амортизирующих промежуточных элементов в соединении большой шестерни редуктора с валом. Это увеличило собственную частоту колебаний системы коленвал-редуктор и устранило возможность резонанса на рабочих режимах двигателя.
Сам коленвал мотора выполнялся более жестким и прочным. На продолжении 1, 3, 6, 7, 10 и 12-й щек устанавливались противовесы, которые частично разгрузили коленчатый вал от действия инерциальных сил, уменьшили нагрузку на коренные опоры и позволили повысить обороты мотора без увеличения размеров опор.
Механизм газораспределения с непосредственным действием кулачков на тарелки клапанов был заменен механизмом с одним кулачковым валиком на блок и передачей движения на клапаны через рычажный механизм. Это уменьшило износ направляющих и повысило надежность клапанов. Каждый кулачок кулачкового валика воздействовал на один выпускной и один всасывающий клапан. Сам же кулачковый валик получал вращение от коленчатого вала через две конические передачи и наклонный валик.

## Производство
По итогам испытаний двигатель АМ-42 был запущен в серийное производство на заводе № 24 в июне 1944 года (серийное производство фактически развертывали уже с начала года), не без ряда недостатков, которые устранить на тот момент так и не удалось. Мощность серийного двигателя на взлетном режиме составляла 2000 л.с. На расчетной высоте 1600 м он развивал 1770 л.с. Моторы 1-й и 2-й серий имели 100-часовой ресурс, у моторов 3-й серии его довели до 150 ч, а в дальнейшем — до 200 ч.
АМ-42 в больших количествах выпускался в Куйбышеве до 1948 года, затем был вытеснен реактивными двигателями. Однако в начале 1951 года производство поршневых моторов восстановили и сохраняли его до 1954 года. Усовершенствованные АМ-42 выпуска 1950-х годов имели ресурс 400 ч.